# Iax型超新星

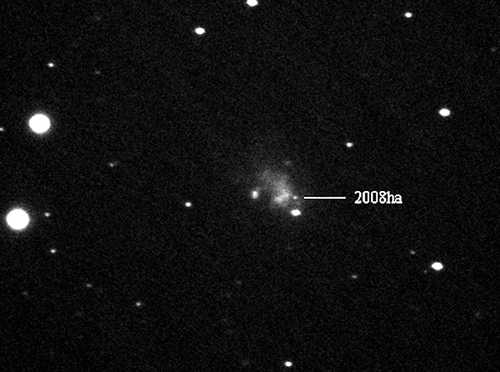
Iax型超新星に分類される可能性のある超新星の1つであるSN 2008ha。

Iax型超新星（いちエーエックスがたちょうしんせい、Type Iax supernova）とは、Ia型超新星から分岐した新規の分類として提唱されている超新星爆発の1つの分類である。分光観測ではIa型超新星と類似した天文現象であるが、Ia型とはメカニズムやエネルギーが異なる。

## 概要
Iax型超新星は2013年に新たに設けることが提唱された超新星の分類である。名称が示すとおり、分類が分けられるまではこの種の爆発は分光観測からIa型に分類されていたが、Ia型には当てはまらない観測結果を示すことから、これまで知られていない新種の爆発と疑われていたものもある。2013年現在は一部において提唱されている段階であり、新たな分類として公に認められたものではない。
Ia型と異なる爆発であり、従来の分類に当てはめることを最初に疑問視され、新種に分類される可能性を検討されたのはSN 2002cxである。SN 2002cxはIax型の研究には比較対照としてよく使われている。Iax型に分類されている中で発見が最も古いのはSN 1991bjである。
2021年、チャンドラX線観測衛星のデータの分析により、いて座Aの一部である超新星残骸・いて座Aイーストが、Iax型超新星により生成された可能性が示された。

## 特徴

SN 2002cxの光度曲線。

通常のIa型超新星は、白色矮星と普通の恒星の連星系において発生する。白色矮星に恒星を構成する物質が降り積もり、その質量がチャンドラセカール限界を超えると、白色矮星を構成する炭素が数秒程度の瞬間的な炭素燃焼過程を起こし、莫大なエネルギーが生成される。この爆発的なエネルギー放出がIa型として観測される。燃焼が始まる質量が一定であるため、放出されるエネルギーも一定であることを特徴とする。
Iax型は、Ia型と同じように白色矮星の爆発で発生するが、明るさはピークでも絶対等級で-14.9等級と、Ia型の100分の1程度と暗い。また、Ia型では白色矮星の炭素のほとんどが燃焼するため、跡形もなく完全に吹き飛んでしまうことが多いが、Iax型ではほとんどの場合白色矮星は消滅しない。
Iax型が発生する詳しいメカニズムは不明である。ただし、Iax型に分類される25個の超新星は、いずれも楕円銀河では見つかっていない。楕円銀河には古い恒星が多くあるため、Iax型は若い恒星系において発生する可能性がある。また、恒星を観測すると、外層にヘリウムが観測される。これは、恒星の水素で構成された外層が失われ、ヘリウムがむき出しになっていることを示している。
Iax型の発生頻度は、Ia型超新星の3分の1程度は存在する珍しくない天文現象であると推定されているが、明るさがIa型の100分の1であり、観測が難しいため、観測回数が少ないと考えられている。
Iax型に分類される超新星は、以下の表に示す通り水素が無く、膨張速度が秒速8000km/s以下、光度曲線が低くかつシャープなことである。
| 名称               | 水素の有無 | 膨張速度が 8000km/s以下か | 光度曲線が低く シャープか | SN 2002cxと 似ているか |
| ------------------ | ---------- | ------------------------- | ------------------------- | ---------------------- |
| Iax型              | なし       | 以下                      | Yes                       | Yes                    |
| Ia型               | なし       | 以上                      | No                        | No                     |
| スーパーチャンドラ | なし       | 以下                      | No                        | No                     |
| Ib・Ic型           | なし       | 以上                      | Yes                       | No                     |
| II型               | あり       | 様々                      | 不明                      | No                     |
| SLSN I型           | なし       | 以下                      | No                        | No                     |
| SN 1991T           | なし       | 以上                      | No                        | 多少                   |
| SN 1991bg          | なし       | 以上                      | No                        | No                     |
| SN 2000cx          | なし       | 以上                      | Yes                       | No                     |
| SN 2002bj          | なし       | 以下                      | No                        | 多少                   |
| SN 2002es          | なし       | 以下                      | Yes                       | 多少                   |
| SN 2002ic          | あり       | 以上                      | No                        | No                     |
| SN 2005E           | なし       | 以下                      | Yes                       | No                     |
| SN 2006bt          | なし       | 以上                      | Yes                       | No                     |
| SN 2010X           | なし       | 以上                      | Yes                       | No                     |
| PTF09dav           | あり       | 以下                      | Yes                       | 多少                   |

## メカニズム
Iax型超新星の発生メカニズムは不明である。現在のところ、ヘリウムの層がむき出しになった恒星との連星系であることが分かっているため、以下の2通りのメカニズムが考えられている。
- 恒星のヘリウム層にて核融合反応が発生し、それによって発生した衝撃波が白色矮星に伝わることによって爆発が発生する。
- 恒星から白色矮星に流れたヘリウムが核融合反応を起こし、部分的な爆発が発生する[2][3]。

## Iax型の一覧
| 名称      | 赤経 (J2000.0) | 赤緯 (J2000.0) | ピーク光度 （等級） | ピーク時刻 (2450000 JD) | Δm15 （等級） | 速度ピーク (km/s) | ヘリウムの有無 |
| --------- | -------------- | -------------- | ------------------- | ----------------------- | ------------- | ----------------- | -------------- |
| SN 1991bj | 03h 41m 30.47s | −04° 39′ 49.5″ | ≦ -15.4             | 不明                    | 不明          | 不明              | なし           |
| SN 1999ax | 14h 03m 57.92s | +15° 51′ 09.2″ | ≦ -16.4             | 不明                    | 不明          | 不明              | なし           |
| SN 2002bp | 11h 19m 18.20s | +20° 48′ 23.1″ | ≦ -16.1             | 不明                    | 不明          | 不明              | なし           |
| SN 2002cx | 13h 13m 49.72s | +06° 57′ 31.9″ | -17.63              | 2418.31                 | 0.84          | -5600             | なし           |
| SN 2003gq | 22h 53m 20.68s | +32° 07′ 57.6″ | -17.29              | 2852.56                 | 0.98          | -5200             | なし           |
| SN 2004cs | 17h 50m 14.38s | +14° 16′ 59.5″ | 約-16.2             | 約3185                  | 約-1.4        | 不明              | あり           |
| SN 2004gw | 05h 08m 48.41s | +62° 26′ 20.7″ | ≦ -16.4             | 不明                    | 不明          | 不明              | なし           |
| SN 2005P  | 14h 06m 34.01s | −05° 27′ 42.6″ | ≦ -15.3             | 不明                    | 不明          | 不明              | なし           |
| SN 2005cc | 13h 57m 04.85s | +41° 50′ 41.8″ | -16.48              | 3522.10                 | 0.97          | -5000             | なし           |
| SN 2005hk | 00h 27m 50.89s | −01° 11′ 53.3″ | -18.37              | 3689.81                 | 0.92          | -4500             | なし           |
| SN 2006hn | 11h 07m 18.67s | +76° 41′ 49.8″ | < -17.7             | > 3895.0                | 不明          | 不明              | なし           |
| SN 2007J  | 02h 18m 51.70s | +33° 43′ 43.3″ | ≦ -15.4             | 4075.7 - 4114.3         | 不明          | 不明              | あり           |
| SN 2007ie | 22h 17m 36.69s | +00° 36′ 48.0″ | 約-18.2             | < 4348.5                | 不明          | 不明              | なし           |
| SN 2007qd | 02h 09m 33.56s | −01° 00′ 02.2″ | 不明                | 4353.9 - 4404.4         | 不明          | 不明              | なし           |
| SN 2008A  | 01h 38m 17.38s | +35° 22′ 13.7″ | -18.46              | 4483.61                 | 0.82          | -6400             | なし           |
| SN 2008ae | 09h 56m 03.20s | +10° 29′ 58.8″ | -17.67              | 4513.52                 | 0.94          | -6100             | なし           |
| SN 2008ge | 04h 08m 24.68s | −47° 53′ 47.4″ | -17.60              | 4725.77                 | 0.34          | 不明              | なし           |
| SN 2008ha | 23h 34m 52.69s | +18° 13′ 35.4″ | -14.19              | 4785.24                 | 1.22          | -3200             | なし           |
| SN 2009J  | 05h 55m 21.13s | −76° 55′ 20.8″ | ≦ -16.6             | > 4836.6                | 不明          | -2200             | なし           |
| SN 2009ku | 03h 29m 53.23s | −28° 05′ 12.2″ | -18.94              | 不明                    | 0.38          | 不明              | なし           |
| SN 2010ae | 07h 15m 54.65s | −57° 20′ 36.9″ | ≦ -14.9             | > 5244.6                | 不明          | 不明              | なし           |
| SN 2010el | 04h 19m 58.83s | −54° 56′ 38.5″ | ≦ -14.8             | > 5350.6                | 不明          | 不明              | なし           |
| SN 2011ay | 07h 02m 34.06s | +50° 35′ 25.0″ | -18.40              | 5651.81                 | 0.75          | -5600             | なし           |
| SN 2011ce | 18h 55m 35.84s | −53° 43′ 29.1″ | -17.8 - -18.9       | 5658 - 5668             | 0.4 - 1.3     | 不明              | なし           |
| SN 2012Z  | 03h 22m 05.35s | −15° 23′ 15.6″ | ≦ -16.8             | > 5955.7                | 不明          | 不明              | なし           |